# Helmer Petterson
Adolf Helmer Petterson, född 27 mars 1901 i Arboga, död 2 augusti 1980 i Askim, var en svensk innovatör, mekaniker och projektledare. Han låg bakom utformningen av Volvo PV 444, samt konstruerade gengasaggregat åt Volvo. Pettersson var dessutom en framgångsrik tävlingsförare.

## Biografi
Efter studentexamen vid Lundsbergs skola 1922 ägnade sig Petterson åt sin favorithobby, motorsport och körde olika märken som Harley Davidson, Indian, Henderson och Excelsior. Genom sitt motortekniska kunnande fick han arbete på Josef Erikssons cykelfabrik i Uppsala, vilken hade generalagenturen för Excelsior. Varje större fabrik hade ofta ett antal "cykelstjärnor" anställda i reklam- och testsyfte. Petterson debuterade i Majtävlingen 1921, som gick över sträckan Stockholm—Örebro—Jönköping—Norrköping, och därefter med framgång i praktiskt taget alla motortävlingar i landet under åren 1921-1923. Han gjorde en uppmärksammad insats i den internationella sexdagarstävlingen år 1923 och han var den förste i Sverige, som körde så kallad rakbana med dubbade däck. Även ett berömt sidvagnsrekord på rakbana satte Pettersson i Sundsvall 1923 — ett rekord som stod sig i fem år.

### USA
År 1924 åkte Petterson till USA, där han fått anställning hos Excelsior Henderson Motor. Corp. i Chicago, ett företag som på den tiden sysselsatte ungefär tusen personer. Petterson började som mekaniker. Excelsiorfabriken hade ett team som körde så kallade dirt track-tävlingar, där Petterson fick ansvaret för trimma Excelsiorlagets maskiner, en uppgift som han lyckades mycket väl med. År 1924 tog Petterson guldförarmärket för motorcykel och blev samma år chef för raceravdelningen på Excelsior, där ett fyrtiotal världsrekord noterades på så kallad boardtrack. Under 1929 satte en av Pettersons specialtrimmade standardmaskiner sju världsrekord på Altona Speedway.
Petterson åkte tillbaka till Sverige 1928 för att ordna en del formaliteter i samband med sitt pass. Han avsåg då att helt lämna Sverige och bosätta sig i USA, men fick vänta ett och ett halvt år på visum. Tillbaka i USA 1930 fick han ett uppdrag på västkusten, att i Los Angeles kontrollera servicen av polisens motorcykelpark, totalt 600 maskiner. Han fick ansvar för att maskinerna var i bästa trim och att de kunde göra en garanterad hastighet av 90 miles (144 km) i timmen. Eftersom depressionen i USA inte gav med sig, återvände Petterson år 1932 till Sverige och fick anställning hos Arvid Stedt & Co. i Stockholm, där han skulle arbeta med ett nytt projekt: kolgasaggregat. Vid den tiden fanns det tävlingar för gengasfordon, vilka Petterson livligt deltog i med Stedts aggregat. På kort tid blev han specialist på gengasaggregat, konstruerade flera nya gasblandare samt trimmade aggregat.
Vid racertävlingama i Vram 1934 träffade han den norske föraren och Bugattifantasten John Erik Isberg. Isberg hade Volvo-agenturen för Norge och anställde Helmer Petterson som konstruktör av gengasaggregat vid Isbergs Bilservice i Oslo. Han kom att stanna fyra år i Norge. Ett av de mest lyckade gengasaggregaten, Isbergs Gasgenerator, monterades på en Fordlastbil, som användes för att köra Isbergs Bugatti-racer till tävlingarna. Från Oslo kom Helmer Petterson till Stockholm, där han blev verkstadschef hos Gustaf Byrenius under ett år och därefter fick han 1937 anställning i Örebro som verkstadschef hos Gustafsson & Görtz, Ford-försäljaren i staden. Under denna period föddes det berömda Lion-aggregatet. Lion nr 1 byggdes på tio dagar och tio nätter 1939, monterades på en Ford, modell A och blev en stor succé.

### Volvo
Petterson knöts 1942 till Volvos utvecklingsavdelning. Hans första uppdrag blev att konstruera ett gengasaggregat, vilket fick namnet Volvo HP 1. Nästa större uppgift fick han 1943. Petterson hade föreslagit dåvarande VD:n Assar Gabrielsson att Volvo skulle satsa på en mindre bil för efterkrigsmarknadens behov. Tillsammans med den projektansvarige ingenjör Erik Jern och verkmästare Axel Roos fick han riktlinjerna för en mindre personbil, den kända PV 444.
Petterson var designer till den så kallade "HP-hytten" i plywood, som användes för flera modeller, bland annat på lastbilen Volvo L420 Snabbe. Han utvecklade 1951 även, som konsult, tillbehöret "gangsterkepsen" i plexiglas till PV 444. Vinsten därifrån investerades i sonen Pelle Pettersons studier vid Pratt Institute i New York.
Helmer Petterson var en mångårig medarbetare på Volvo, där han även var tongivande i framtagandet av Volvo P1800 där hans son, Pelle Petterson gavs möjlighet att designa tillsammans med italienska designers i Turin. År 1956 avslutade Petterson sin anställning på Volvo och övergick till att bli konsult. Han blev "volvopensionär" 1961, och drev därefter designfirman Modern Design tillsammans med sin son.